# バラード・パートナーズ
バラード・パートナーズ（Ballard Partners）は、アメリカ合衆国フロリダ州タラハシーに本拠を置くロビー活動会社である。1998年にブライアン・バラードによって設立され、政府関係および公共政策に関する包括的なサービスを提供している。特にドナルド・トランプ大統領（第45代、第47代）との関係が深いことで知られる。

## 歴史
バラード・パートナーズは1998年に設立され、当初はフロリダ州政府を主な対象とする州内ロビイングに特化していた。2017年にワシントンD.C.に進出し、連邦レベルでの活動を本格化させた。ドナルド・トランプ政権との関係を背景に、連邦政府関連のクライアント数と影響力を急速に拡大した。
2024年よりグローバル展開を開始し、日本では同年8月より総合PR会社の共同ピーアールと提携している。

## 業務内容
バラード・パートナーズは、連邦・州・地方政府に対するロビー活動、政策提言、関係構築支援、規制・立法監視、公共戦略・危機管理を提供する。国際的なロビー活動も展開しており、複数の外国政府や国営企業の代理人として米国司法省の外国代理人登録法（FARA）に基づく登録を行っている。

## クライアントと業績
同社は、JPモルガン・チェース、シェブロン、ネットフリックス、ハーバード大学、リップル・ラボ、NFLなど、幅広い業種の法人クライアントを抱える。
2024年の連邦ロビー収入は約1,934万ドル、2025年第1四半期には約1,400万ドルの収益を計上し、前年同期比で225%増となった。

## 政治との関係
創業者ブライアン・バラードは、トランプ政権の就任式委員会副委員長や政権移行チーム財務委員などを務め、同政権との密接な関係を築いた。元社員のパム・ボンディ（司法長官）、スージー・ワイルズ（ホワイトハウス首席補佐官）、トレント・モース（大統領人事局副局長）などが政権内で重要な役職に就任している。

## 国際展開とFARA登録
バラード・パートナーズは外国政府との契約も多数締結しており、米国司法省のFARA制度に基づく登録を行っている。以下は主なFARA登録対象国である。
| 国・団体         | 契約開始 | 主な活動目的                                     |
| ---------------- | -------- | ------------------------------------------------ |
| トルコ共和国     | 2017年   | 制裁回避・安全保障協力推進（報酬：月額$125,000） |
| ジンバブエ共和国 | 2019年   | 外交関係正常化、経済制裁解除支援                 |
| コソボ共和国     | 2019年   | 外交関係強化、対米認知向上                       |
| カタール国       | 2018年   | 外交関係促進、米メディア対策支援                 |
| 日本国           | 2023年   | 米政府との関係強化（内容詳細は非公開）           |
| コンゴ民主共和国 | 2022年   | 投資促進・外交関係構築                           |
| リベリア共和国   | 2022年   | 米国との二国間関係強化                           |
| モルディブ共和国 | 2018年   | 観光・安全保障協力促進                           |
| アルバニア社会党 | 2017年   | 政党外交支援・米国議会との対話                   |